# Thomas W. Lawson (homme d'affaires)
Pour les articles homonymes, voir Thomas W. Lawson et Lawson.
Thomas William Lawson, né le 26 février 1857 à Charlestown dans le Massachusetts et mort le 7 février 1925 à Boston (Massachusetts), est un homme d'affaires et auteur américain.

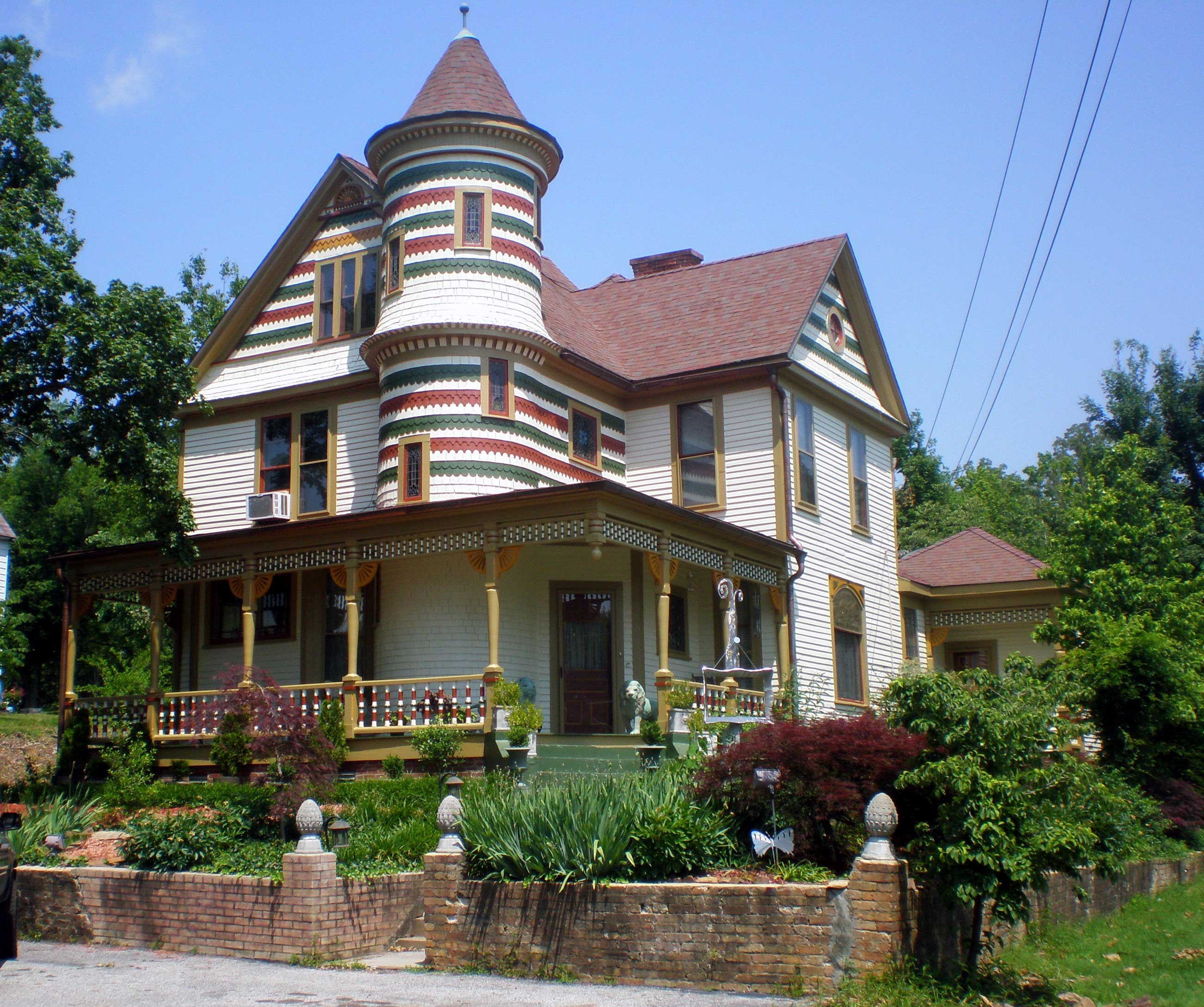
Résidence de Thomas W. Lawson à Grand Rivers (Kentucky). Il promut Boston comme le futur grand centre de fabrication de l'acier rival de Pittsburgh et Birmingham.

Promoteur hautement controversé de la Bourse de Boston, il est connu à la fois pour ses efforts à promouvoir des réformes des marchés financiers et sa fortune amassée au travers de manipulations boursières douteuses.
Il s'est également fait construire un voilier qu'il nomma de son nom, Thomas W. Lawson, plus grande goélette et seul 7 mats au monde. Thomas W. Lawson était très ami avec un autre yachtman et homme d'affaires de Boston, le magnat du cuivre Albert C. Burrage.